# Aberystwith and Welsh Coast Railway

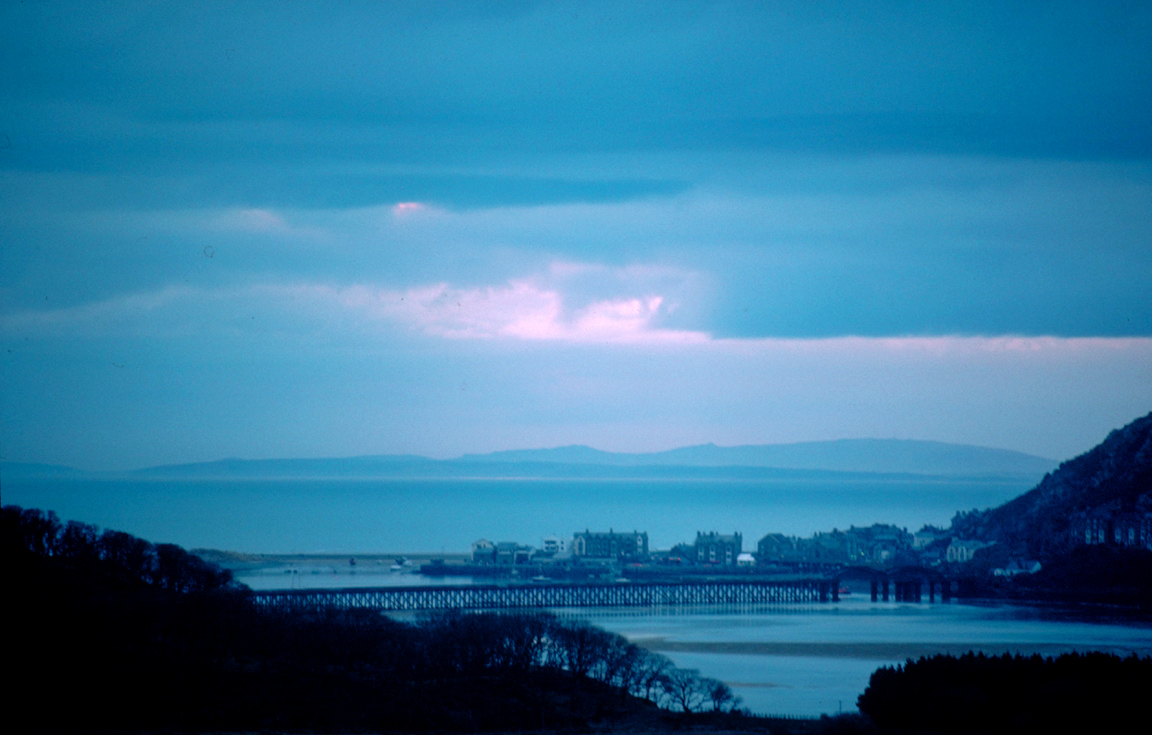
Barmouth-Brücke

Die Aberystwith and Welsh Coast Railway war eine britische Eisenbahngesellschaft in Wales. Die Schreibung Aberystwith statt Aberystwyth war zeitgenössisch.
Die am 22. Juli 1861 gegründete Gesellschaft baute eine Bahnstrecke entlang der walisischen Küste von Aberystwyth über Tywyn, Barmouth, Porthmadog nach Pwllheli. In Machynlleth wurde eine Verbindung zur Newtown and Machynlleth Railway geschaffen. Am 27. Juli 1862 erhielt die Gesellschaft die Konzession zum Bau der Bahnstrecke von Barmouth nach Dolgellau. Am 3. Juli 1865 wurde der Abschnitt von Barmouth bis Penmaenpool eröffnet, für einen Weiterbau mangelte es jedoch an Geld. Der übrige Teil der Strecke wurde somit erst 1870 durch die Bala and Dolgelly Railway erbaut. Der Betrieb erfolgte jedoch durch die Cambrian Railways.
Der ursprüngliche Plan zum Bau einer Brücke über die Dyfi-Mündung musste aufgegeben werden, da man keinen stabilen Untergrund vorfand. So konnte der erste Abschnitt zwischen Machynlleth und Aberystwyth erst am 23. Juni 1864 eröffnet werden. Auf der gesamten Strecke bis Pwllheli wurde am 10. Oktober 1867 der Betrieb aufgenommen.
Bereits am 5. August 1866 übernahmen die Cambrian Railways die Aberystwith and Welsh Coast Railway.